# Shen Yang
Shen Yang, scritto anche Yang Shen (沈阳S; Nanchino, 23 gennaio 1989), è una scacchista cinese.
Nel 2001 vinse il campionato del mondo femminile Under-12. Nel 2005, durante il campionato del mondo a squadre di Be'er Sheva, destò sensazione vincendo una partita contro il fortissimo grande maestro russo Sergei Rublevsky.
Nel 2006 ha vinto il campionato del mondo juniores femminile di Erevan.
Nel 2007 ha fatto parte della squadra cinese che ha vinto a Ekaterinburg il primo campionato del mondo femminile a squadre.
In giugno del 2009 ha vinto con 7/9 il campionato cinese femminile.
Ottenne il titolo di Grande Maestro Femminile (WGM) nel 2006.
Nella lista FIDE di aprile 2009 ha un Elo di 2.420 punti.

## Alcune partite notevoli
- Shen Yang - Sergei Rublevsky, Beersheva 2005, Siciliana var. Kan B42, 1-0, su chessgames.com.
- Tania Sachdev - Shen Yang, Campionato del mondo juniores 2006, Slava D18, 0-1, su chessgames.com.
- Shen Yang - Tatiana Kosintseva, Camp. del mondo a squadre 2007, Ovest-indiana E15, 1-0, su chessgames.com.
- Ekaterina Korbut - Shen Yang, match Russia-Cina 2008, partita d'alfiere C24, 0-1, su chessgames.com.